# Aichhalden (powiat Rottweil)
Aichhalden – miejscowość i gmina  w Niemczech, w kraju związkowym Badenia-Wirtembergia, w rejencji Fryburg, w regionie Schwarzwald-Baar-Heuberg, w powiecie Rottweil, wchodzi w skład wspólnoty administracyjnej Schramberg. Leży ok. 15 km na północny zachód od Rottweil.